# ITF World Tennis Tour 2021
El ITF World Tennis Tour 2020 es la 24ª edición del Circuito mundial de tenis de la ITF el cual es la gira de nivel de entrada para el tenis profesional masculino y femenino organizado por la Federación Internacional de Tenis (ITF).
Aquí se reflejan todos los torneos de la ITF disputados durante la temporada tenística de 2021. Aparecen ordenados según su categoría, y en orden de disputa, figurando a su vez los tenistas ganadores del torneo. Además se indica para cada torneo el importe económico para premios, la superficie en la que se juega y el número de tenistas participantes.
Al final se recogen los torneos ganados por cada tenista, según el número y la categoría de los torneos. 

## Calendario Masculino
Las distintas categorías de torneos aparecen ordenadas por la jerarquía marcada por la distribución de puntos en el ITF World Tennis Ranking.

### Claves
| ITF World Tennis Tour 25s (19 hasta febrero) |
| ITF World Tennis Tour 15s (44 hasta febrero) |

### Torneos

#### Torneos en enero
| Torneos en enero | Torneos en enero                                             | Torneos en enero                   | Torneos en enero            | Torneos en enero                                         | Torneos en enero                         |
| Semana del       | Torneo                                                       | Campeón Individual                 | Finalista Individual        | Campeones Dobles                                         | Finalistas Dobles                        |
| ---------------- | ------------------------------------------------------------ | ---------------------------------- | --------------------------- | -------------------------------------------------------- | ---------------------------------------- |
| 4 de enero       | M15 Cairo El Cairo, Egipto $15,000 – Arcilla – 48Q/32S/16D   | Fabrizio Ornago 7–6(7–5), 2–6, 6–4 | José Francisco Vidal Azorín | Alejo Lingua Lavallén Carlos Sánchez Jover 6–1, 7–6(7–2) | Lorenzo Bocchi Fabrizio Ornago           |
| 4 de enero       | M15 Manacor Manacor, España $15,000 – Dura – 48Q/32S/16D     | Antoine Bellier 7–6(9–7), 6–4      | Evan Furness                | Sadio Doumbia Fabien Reboul 7–6(7–1), 6–1                | Dan Added Antoine Bellier                |
| 4 de enero       | M15 Monastir Monastir, Túnez $15,000 – Dura – 48Q/32S/16D    | Eric Vanshelboim 3–6, 6–4, 6–3     | Skander Mansouri            | Tom Jomby Ronan Joncour 6–7(6–8), 7–6(9–7), [10–7]       | Skander Mansouri David Pichler           |
| 4 de enero       | M15 Antalya Antalya, Turquía $15,000 – Arcilla – 48Q/32S/16D | Toby Kodat 6–4, 6–2                | Maxime Hamou                | Billy Harris Yan Sabanin 7–6(7–5), 6–0                   | Plamen Milushev Simeon Terziev           |
| 11 de enero      | M15 Cairo El Cairo, Egipto $15,000 – Arcilla – 48Q/32S/16D   | Carlos Sánchez Jover 6–3, 6–9      | Juan Pablo Paz              | Franco Agamenone Piotr Matuszewski 4–6, 7–6(7–5), [10–7] | Naoki Tajima José Francisco Vidal Azorín |
| 11 de enero      | M15 Manacor Manacor, España $15,000 – Dura – 48Q/32S/16D     | Evan Furness 6–2, 5–7, 6–0         | Holger Rune                 | Matteo Martineau Arthur Reymond 7–5, 4–6, [10–7]         | Peter Heller Jeroen Vanneste             |
| 11 de enero      | M15 Antalya Antalya, Turquía $15,000 – Arcilla – 48Q/32S/16D | Adrian Andreev 6–1, 7–6(7–1)       | Aleksandr Shevchenko        | Pedro Cachín Juan Manuel Cerúndolo 7–5, 6–2              | Vladyslav Orlov Denis Yevseyev           |
| 18 de enero      | M15 Cairo El Cairo, Egipto $15,000 – Arcilla – 48Q/32S/16D   | Franco Agamenone 7–6(7–0), 6–4     | Filip JianU                 | Gerard Granollers Pol Toledo Bague 5–7, 6–3, [10–3]      | Iván Gájov Lukas Krainer                 |
| 18 de enero      | M15+H Bressuire Bressuire, Francia $15,000 – Dura (i)        | Holger Rune 7–5, 4–6, 6–3          | Matteo Martineau            | Alafia Ayeni Roy Smith 7–6(7–4), 4–6, [10–5]             | Kenny de Schepper Stefano Napolitano     |
| 18 de enero      | M15 Antalya Antalya, Turquía $15,000 – Arcilla – 48Q/32S/16D | Giovanni Fonio Retiro              | Juan Manuel Cerúndolo       | Raúl Brancaccio Davide Galoppini 2–6, 6–4, [10–7]        | Nuno Borges Alex Rybakov                 |
| 25 de enero      | M15 Cairo El Cairo, Egipto $15,000 – Arcilla – 48Q/32S/16D   | Gonzalo Lama 6–0, 6–0              | Nicolás Moreno de Alborán   | Franco Agamenone Hernán Casanova 6–1, 6–4                | Ken Onishi Jumpei Yamasaki               |

#### Torneos en febrero
| Torneos en febrero | Torneos en febrero                                                     | Torneos en febrero               | Torneos en febrero   | Torneos en febrero                                     | Torneos en febrero                          |
| Semana del         | Torneo                                                                 | Campeón Individual               | Finalista Individual | Campeones Dobles                                       | Finalistas Dobles                           |
| ------------------ | ---------------------------------------------------------------------- | -------------------------------- | -------------------- | ------------------------------------------------------ | ------------------------------------------- |
| 1 de febrero       | M25 Villena Villena, España $25,000 – Dura                             | Gastão Elias 3–6, 6–2, 6–1       | Holger Rune          | Dan Added Arjun Kadhe 6–4, 6–2                         | Íñigo Cervantes Mark Vervoort               |
| 1 de febrero       | M15 Sharm el-Sheij Sharm el-Sheij, Egipto $15,000 – Dura – 48Q/32S/16D | Hsu Yu-hsiou 6–4, 6–4            | Arnaud Bovy          | Nick Hardt Nicolas Moreno de Alboran 6–3, 6–4          | Arnaud Bovy Aidan McHugh                    |
| 1 de febrero       | M15 Nur-Sultan Nur-sultán, Kazajistán $15,000 – Dura (i)               | Otto Virtanen 7–5, 6–3           | Mats Rosenkranz      | Ivan Liutarevich Yaraslau Shyla 7–6(7–4), 7–6(7–4)     | Francesco Forti Francesco Maestrelli        |
| 1 de febrero       | M15 San Petersburgo San Petersburgo, Rusia $15,000 – Dura (i)          | Alibek Kachmazov 6–4, 5–7, 6–4   | Alexey Zakharov      | Andrew Paulson Patrik Rikl 4–6, 6–4, [10–8]            | Alexander Cozbinov Marat Deviatiarov        |
| 1 de febrero       | M15 Monastir Monastir, Túnez $15,000 – Dura – 48Q/32S/16D              | Stuart Parker 6–3, 4–6, 7–6(7–5) | Yannick Mertens      | Moez Echargui Jean Thirouin 7–5, 6–0                   | Anis Ghorbel Tom Kočevar-Dešman             |
| 1 de febrero       | M15 Antalya Antalya, Turquía $15,000 – Arcilla – 48Q/32S/16D           | Nuno Borges 6–4, 3–3, ret.       | Miljan Zekić         | Nuno Borges Alex Rybakov 4–6, 7–6(7–1), [10–6]         | Jacopo Berrettini Raúl Brancaccio           |
| 8 de febrero       | M15 Sharm el-Sheij Sharm el-Sheij, Egipto $15,000 – Dura – 48Q/32S/16D | Marek Gengel 6–2, 6–2            | Jan Šátral           | Shintaro Imai Kaito Uesugi 7–6(7–5), 6–4               | Hsu Yu-hsiou Jumpei Yamasaki                |
| 8 de febrero       | M25 Grenoble Grenoble, Francia $15,000 – Dura (i)                      | Lucas Poullain 6–4, 7–6(8–6)     | Elmar Ejupović       | Jakub Paul Yannik Steinegger 7–5, 6–1                  | Luca Castelnuovo Dominic Stricker           |
| 8 de febrero       | M15 Nur-Sultan Nur-sultán, Kazajistán $15,000 – Dura (i)               | Michał Dembek 6–3, 7–6(7–4)      | Riccardo Balzerani   | Ivan Liutarevich Yaraslau Shyla 6–4, 6–2               | Wojciech Marek Yann Wójcik                  |
| 8 de febrero       | M15 San Petersburgo San Petersburgo, Rusia $15,000 – Dura (i)          | Evgenii Tiurnev 4–6, 7–5, 7–5    | Andréi Kuznetsov     | Andrew Paulson Patrik Rikl 3–6, 7–6(7–5), [10–2]       | Artem Dubrivnyy Alexey Zakharov             |
| 8 de febrero       | M15 Monastir Monastir, Túnez $15,000 – Dura – 48Q/32S/16D              | Gauthier Onclin 6–1, 6–4         | Alexander Erler      | Alexander Erler Skander Mansouri 6-0, 7–5              | Naoki Nakagawa Ryota Tanuma                 |
| 8 de febrero       | M15 Antalya Antalya, Turquía $15,000 – Arcilla – 48Q/32S/16D           | Agustín Velotti 6–3, 6–4         | Filip Jianu          | Agustín Velotti Matías Zukas 2–6, 7–5, [10–5]          | Nicolás Mejía Pedro Vives Marcos            |
| 15 de febrero      | M25 Naples Naples, Estados Unidos $25,000 – Arcilla                    | Clément Tabur 6–1, 1–6, 6–3      | Christian Harrison   | Hunter Johnson Yates Johnson 6–1, 1–6, [12–10]         | Alejandro Gómez Junior Alexander Ore        |
| 15 de febrero      | M15 Sharm el-Sheij Sharm el-Sheij, Egipto $15,000 – Dura – 48Q/32S/16D | Jiří Lehečka 6–1, 6–3            | Paweł Ciaś           | Hsu Yu-hsiou Jumpei Yamasaki 6–3, 5–7, [10–7]          | Mārtiņš Podžus Robert Strombachs            |
| 15 de febrero      | M15 Monastir Monastir, Túnez $15,000 – Dura – 48Q/32S/16D              | Aziz Dougaz 6–1, 3–6, 6–3        | Gauthier Onclin      | Alexander Erler Skander Mansouri 6–2, 5–7, [11–9]      | Lilian Marmousez Giovanni Mpetshi Perricard |
| 15 de febrero      | M15 Antalya Antalya, Turquía $15,000 – Arcilla – 48Q/32S/16D           | Pedro Cachín 6–1, 6–4            | Matías Zukas         | Pedro Cachín Genaro Alberto Olivieri 5–7, 6–1, [14–12] | Nicolás Mejía Pedro Vives Marcos            |
| 22 de febrero      | M25 Vale do Lobo Vale do Lobo, Portugal $25,000 – Dura                 | Evan Furness 6–2, 6–4            | Gastão Elias         | Dan Added Fabian Fallert 6–2, 6–7(4–7), [10–2]         | Alen Avidzba Kristjan Tamm                  |
| 22 de febrero      | M25 Naples Naples, Estados Unidos $25,000 – Arcilla                    | Christian Harrison 6–4, 6–2      | Corentin Denolly     | Alejandro Gómez Junior Alexander Ore 6–4, 7–6(9–7)     | Diego Hidalgo Cristian Rodríguez            |
| 22 de febrero      | M15 Sharm el-Sheij Sharm el-Sheij, Egipto $15,000 – Dura – 48Q/32S/16D | Paul Jubb 6–2, 1–6, 6–2          | Mārtiņš Podžus       | Hsu Yu-hsiou Shintaro Imai 7–5, 6–4                    | Yusuke Takahashi Jumpei Yamasaki            |
| 22 de febrero      | M15 Monastir Monastir, Túnez $15,000 – Dura – 48Q/32S/16D              | Stuart Parker 3–6, 7–5, 6–3      | Alexis Gautier       | Daniel Michalski Carlos Sánchez Jover 6–4, 7–5         | Constantin Schmitz Kai Wehnelt              |
| 22 de febrero      | M15 Antalya Antalya, Turquía $15,000 – Arcilla – 48Q/32S/16D           | Raúl Brancaccio 6–4, 6–4         | Oleksii Krutykh      | Max Houkes Sidané Pontjodikromo 7–5, 6–1               | Chung Yun-seong Oleksandr Ovcharenko        |

#### Torneos en marzo
| Torneos en marzo | Torneos en marzo                       | Torneos en marzo      | Torneos en marzo     | Torneos en marzo                            | Torneos en marzo          |
| Semana del       | Torneo                                 | Campeón Individual    | Finalista Individual | Campeones Dobles                            | Finalistas Dobles         |
| ---------------- | -------------------------------------- | --------------------- | -------------------- | ------------------------------------------- | ------------------------- |
|                  | M25 Faro Faro, Portugal $25,000 – Dura | Alen Avidzba 6–2, 6–2 | Lucas Poullain       | Tuna Altuna Gonçalo Falcão 6–3, 4–6, [10–6] | Dan Added Hugo Voljacques |
|                  |                                        |                       |                      |                                             |                           |
|                  |                                        |                       |                      |                                             |                           |
|                  |                                        |                       |                      |                                             |                           |
|                  |                                        |                       |                      |                                             |                           |
|                  |                                        |                       |                      |                                             |                           |
|                  |                                        |                       |                      |                                             |                           |
|                  |                                        |                       |                      |                                             |                           |
|                  |                                        |                       |                      |                                             |                           |
|                  |                                        |                       |                      |                                             |                           |
|                  |                                        |                       |                      |                                             |                           |
|                  |                                        |                       |                      |                                             |                           |
|                  |                                        |                       |                      |                                             |                           |
|                  |                                        |                       |                      |                                             |                           |
|                  |                                        |                       |                      |                                             |                           |
|                  |                                        |                       |                      |                                             |                           |

#### Torneos en abril
| Torneos en abril | Torneos en abril | Torneos en abril   | Torneos en abril     | Torneos en abril | Torneos en abril  |
| Semana del       | Torneo           | Campeón Individual | Finalista Individual | Campeones Dobles | Finalistas Dobles |
| ---------------- | ---------------- | ------------------ | -------------------- | ---------------- | ----------------- |
|                  |                  |                    |                      |                  |                   |
|                  |                  |                    |                      |                  |                   |
|                  |                  |                    |                      |                  |                   |
|                  |                  |                    |                      |                  |                   |
|                  |                  |                    |                      |                  |                   |
|                  |                  |                    |                      |                  |                   |
|                  |                  |                    |                      |                  |                   |
|                  |                  |                    |                      |                  |                   |
|                  |                  |                    |                      |                  |                   |
|                  |                  |                    |                      |                  |                   |
|                  |                  |                    |                      |                  |                   |
|                  |                  |                    |                      |                  |                   |
|                  |                  |                    |                      |                  |                   |
|                  |                  |                    |                      |                  |                   |
|                  |                  |                    |                      |                  |                   |
|                  |                  |                    |                      |                  |                   |

#### Torneos en mayo
| Torneos en mayo | Torneos en mayo | Torneos en mayo    | Torneos en mayo      | Torneos en mayo  | Torneos en mayo   |
| Semana del      | Torneo          | Campeón Individual | Finalista Individual | Campeones Dobles | Finalistas Dobles |
| --------------- | --------------- | ------------------ | -------------------- | ---------------- | ----------------- |
|                 |                 |                    |                      |                  |                   |
|                 |                 |                    |                      |                  |                   |
|                 |                 |                    |                      |                  |                   |
|                 |                 |                    |                      |                  |                   |
|                 |                 |                    |                      |                  |                   |
|                 |                 |                    |                      |                  |                   |
|                 |                 |                    |                      |                  |                   |
|                 |                 |                    |                      |                  |                   |
|                 |                 |                    |                      |                  |                   |
|                 |                 |                    |                      |                  |                   |
|                 |                 |                    |                      |                  |                   |
|                 |                 |                    |                      |                  |                   |
|                 |                 |                    |                      |                  |                   |
|                 |                 |                    |                      |                  |                   |
|                 |                 |                    |                      |                  |                   |
|                 |                 |                    |                      |                  |                   |

#### Torneos en junio
| Torneos en junio | Torneos en junio | Torneos en junio   | Torneos en junio     | Torneos en junio | Torneos en junio  |
| Semana del       | Torneo           | Campeón Individual | Finalista Individual | Campeones Dobles | Finalistas Dobles |
| ---------------- | ---------------- | ------------------ | -------------------- | ---------------- | ----------------- |
|                  |                  |                    |                      |                  |                   |
|                  |                  |                    |                      |                  |                   |
|                  |                  |                    |                      |                  |                   |
|                  |                  |                    |                      |                  |                   |
|                  |                  |                    |                      |                  |                   |
|                  |                  |                    |                      |                  |                   |
|                  |                  |                    |                      |                  |                   |
|                  |                  |                    |                      |                  |                   |
|                  |                  |                    |                      |                  |                   |
|                  |                  |                    |                      |                  |                   |
|                  |                  |                    |                      |                  |                   |
|                  |                  |                    |                      |                  |                   |
|                  |                  |                    |                      |                  |                   |
|                  |                  |                    |                      |                  |                   |
|                  |                  |                    |                      |                  |                   |
|                  |                  |                    |                      |                  |                   |